# Acta de cambio climático y energia sustentable de 2006
El Acta de Cambio Climático y Energía Sustentable del 2006 "The Climate Change and Sustainable Energy Act 2006" (c 19) es una  ley del Parlamento del Reino Unido que tiene como objetivo impulsar el número de instalaciones de  microgeneración de calor y electricidad en el Reino Unido, para ayudar a reducir las emisiones de CO2 y así mismo la pobreza energética.
Esta ley fue puesta a prueba por la Casa de los Comunes como un  proyecto de ley por el parlamentario Mark Lazarowicz.
Eric Forth, un reconocido oponente del proyecto de ley que a menudo retrasaba al Parlamento, murió mientras se aprobaba esta ley, después de tener un debate prolongado durante la Tercera lectura y el Reporte de ley.

## Microgeneración en Reino Unido
Las tecnologías de microgeneración son vistas como un potencial considerable por el gobierno.La microgeneración involucra la producción local de electricidad generada por casas  y negocios de bajo consumo incluyendo instalaciones a pequeña escala de  aerogeneradores, bomba de calor  subterráneo y electricidad solar.
La estrategia del gobierno que fue presentada en marzo del 2006 fue una decepción para muchos comentadores . Por otra parte, el Acta de Cambio Climático y Energía Sustentable del 2006 se ha considerado un paso positivo.

## El Acta
Las principales consideraciones son:
- Requiere que el Secretario de Estado (Departamento de Medio Ambiente, Alimentación y Asuntos Rurales DEFRA) reporte anualmente las emisiones de gases de efecto invernadero generados durante todo el año así como las medidas que se siguieron para reducirlos;
- Requiere que la  administración local tome en consideración el contenido de un nuevo informe de medidas energéticas que el Secretario de Estado publicó en el primer año en que se firmó el Acta;
- Requiere que el Secretario de Estado imponga objetivos nacionales de microgeneración antes del 31 de marzo de 2009;
- Requiere que el Secretario de Estado expanda los reportes anuales del progreso en las metas en energía sustentable expresadas en el Acta de Energía Sustentable del 2003 (Sustainable Energy Act 2003), y se incluya:
  - el progreso en las metas de microgeneración;
  - el progreso en el cumplimiento de los objetivos expresados en el (Housing Act 2004) para la " eficiencia energética en las residencias de Inglaterra;
  - el progreso en el cumplimiento de los objetivos expresados en el  (Housing Act 2004) para las emisiones de CO2 en Inglaterra;
  - el progreso en el cumplimiento de los objetivos expresados en el  (Housing Act 2004) para el número de viviendas en las que una o más personas viven en pobreza energética;
  - acciones realizadas para promover proyectos energéticos en las comunidades;
  - acciones realizadas para promover el uso de energía generada por fuentes renovables;
- dar al Secretario de Estado el poder de imponer obligaciones para que las firmas energéticas compren energía generada a partir de esquemas de microgeneración, si la industria falla al crear un esquema voluntario en un año.
- introducir una revisión legal que, se espera, cambie las órdenes del desarrollo permitido para autorizar la microgeneración doméstica sin la necesidad de un permiso para planeación. El periodo de consulta con los cambios propuestos termina el 27 de junio de 2007.[3]
- hacer cambios al Reglamento de construcción en el Reino Unido para: 
  - incluir la  microgeneración dentro del ámbito;
  - incrementar el tiempo límite para procesar infracciones hacia el Reglamento de construcción a dos años, relacionadas al uso y conservación de energía o emisiones de CO2;
  - Requiere que el Secretario de Estado reporte el cumplimiento de estos aspectos expresados en el Reglamento de Construcción y los pasos propuestos para aumentar su cumplimiento..

- Cambiar las disposiciones sobre la eficiencia energética del Gas Act 1986 y el  Electricity Act 1989 para metas relacionadas con las emociones del CO2;
- Requiere que el Secretario de Estado reporte la contribución que puede hacerse con la  demanda dinámica tecnológica para reducir las emisiones de gases de efecto invernadero;
- Requiere que el Secretario de Estado promueva proyectos energéticos en las comunidades;
- Permitir que la autoridad local  y el cuerpo público representativo en Inglaterra efectúen gastos bajo el (Local Government Act 1972) para promover a microgeneración, producción y combustibles de  biomasa, y mediadas para la eficiencia de la producción de energía;
- Dar la tarea al Secretario de Estado de promover el uso de calor a partir de fuentes renovables;
- Modificar el  Electricity Act 1989 para permitir que los certificados para el uso de energías renovables (Renewables Obligation Certificates) sean expedidos a un rango de personas y organizaciones más amplio;
- Modiicar el Energy Act 2004 con la finalidad de limitar los cargos para la transmisión de energía renovable producida en las Islas de Escocia, y con esto reducir la producción, costos y promover la energía eólica y la energía undimotriz.

## Tecnologías de microgeneración
Para los propósitos del acta, las tecnologías de microgeneración incluyen:
- biomasa
- biocombustibles
- pila de combustibles
- fotovoltaica
- agua (incluye energía undimotriz  y  energía mareomotriz)
- energía eólica
- energía solar
- fuentes geotérmicas
- combined heat and power systems